# 方廷普萊斯 (加利福尼亞州)
方廷普萊斯（英語：Fountain Place）是位於美國加利福尼亞州埃爾多拉多縣的一個非建制地區。該地的面積和人口皆未知。

## 地理
方廷普萊斯的座標為38°51′04″N 120°56′03″W / 38.85111°N 120.93417°W，而該地的平均海拔高度為2373米（即7785英尺）。